# Williams Sassine
Williams Sassine né en 1944 à Kankan en Guinée et mort le 9 février 1997 à Conakry, est un écrivain guinéen francophone.

## Biographie
De père libanais et de mère guinéenne, métissage dont il se revendique toute sa vie, il suit des études secondaires au lycée de Conakry et participe aux manifestations de 1961 en soutien à la grève des enseignants et du directeur du Lycée - Djibril Tamsir Niane- à la suite de quoi de nombreux lycéens sont arrêtés plus ou moins longtemps, dont Williams Sassine. Après avoir obtenu le baccalauréat en 1962, il renonce à commencer ses études à l’Université de Conakry nouvellement créée et prend le bateau pour la France, s’engage dans des études à Paris et obtient une licence en mathématiques. L’atmosphère politique en Guinée est très difficile sous le régime de Sékou Touré, avec de nombreuses dénonciations et arrestations. Il ne reviendra dans son pays qu’en clandestin pour visiter sa famille. Il prend un poste d’enseignant de mathématiques en Côte d’Ivoire, un an en Sierra Leone ensuite, puis 4 ans au Niger, 2 ans au Gabon, 9 ans Mauritanie, et pendant toutes ces années, il écrit et publie ses romans, souvent inspirés de son univers. A la mort de Sékou Touré, il fait un premier voyage pour saisir l’atmosphère, il perd son poste d’enseignant en 1986 et reviendra en Guinée en 1988. L’accueil est rude, on peine à accueillir les « Guinéens de l’extérieur », les « diaspouris », selon son expression, il est sans travail. Ce n’est qu'en 1992 qu’il devient rédacteur salarié du journal « le Lynx » où il crée la Chronique Assassine. Il collabore également à plusieurs périodiques : La Guinée-Djama (bimensuel d'information), L'éducateur (trimestriel pédagogique). l'écrivain brûle la chandelle par les deux bouts : l'ambassadeur du Sénégal en Guinée raconte être intervenu pour lui obtenir un poste; chose faite, l'écrivain l'occupe deux jours, avant de démissionner, Sassine dit qu’on ne lui avait pas donné de chaise pour s’asseoir.
Son écriture est marquée par le sentiment de solitude et de marginalité, par le métissage (vécu dans la douleur), par l’errance, ainsi qu'une empathie à l’égard des pauvres et dominés, Malgré des thèmes durs, elle emprunte volontiers la voie de l'humour.

## Prix et reconnaissances

### Distinctions
- 1983 : Chevalier des Arts et des Lettres en 1983
- 1993 :  Officier de l'ordre des Arts et des Lettres (1993).

### Reconnaissances
- Un prix littéraire Williams-Sassine, soutenu par la Coopération belge au développement, récompense des nouvelles francophones d'origine africaine.
- 2017 : Un nouveau prix littéraire bisannuel « Williams Sassine » est créé par le CIRD - Centre international de recherche documentaire en 2017[3].
- 2014 : Un colloque est organisé à l’Université de Paris Ouest en 2014, sous la direction de Florence Paravy : Williams Sassine n’est pas n’importe qui. publiés en 2016[4]
- 2024 : Une journée d’étude est organisée par l’Université de Montpellier, sous la direction de Claire Ducournau, en Mars 2024 : Autour de la chronique assassine : Williams Sassine et la presse satirique en Guinée[5].
- Le corpus de la chronique assassine est en consultation libre sur le site Eman-archives.org Espace Afrique-Caraïbes[6].

## Œuvres
- Saint Monsieur Baly, roman, Présence africaine, Paris, 1973
- Wirriyamu, roman, Présence africaine, Paris, 1976
- Le Jeune homme de sable, roman, Présence africaine, Paris, 1979
- L'Alphabête, roman, Présence africaine, Paris, 1982
- Le Zéhéros n'est pas n'importe qui, roman, Présence africaine, Paris, 1985
- L'Afrique en morceaux, roman, Le Bruit des autres, Solignac, 1994
- Légende d'une vérité, roman, Le Bruit des autres, Solignac, 1995
- Les indépendan-tristes, montage de texte réalisé par Jean-Claude Idée, théâtre, Le Bruit des autres, 1997.
- Mémoire d'une peau, roman, Présence africaine, Paris, 1998

#### Vidéogrammes
- Apostrophes, 238e émission du 23 mai 1981 : « L’Afrique noire racontée par des romanciers » en présence de Williams Sassine, Tierno Monenembo, André Brink.
- Williams Sassine, Jean-Pierre Verheggen, Musée de la littérature, 1991. Rencontres Sud-Nord u Botanique à Bruxelles

- Ressource relative au spectacle :   - Les Archives du spectacle
- Ressource relative à l'audiovisuel :   - Africultures
- Notices dans des dictionnaires ou encyclopédies généralistes :   - Brockhaus
  - Store norske leksikon
- Notices d'autorité :   - VIAF
  - ISNI
  - BnF (données)
  - IdRef
  - LCCN
  - GND
  - Belgique
  - Pays-Bas
  - Israël
  - NUKAT
  - Suède
  - Norvège
  - Tchéquie
  - WorldCat